# Skała Gibraltarska
Skała Gibraltarska (ang. Rock of Gibraltar; The Rock; arab. ‏جبل طارق, Dżabal Tarik‎, góra Tarika) – jurajska wapienna góra, wznosząca się na 426 m n.p.m. z Morza Śródziemnego u południowych wybrzeży Hiszpanii, w całości należąca do eksklawy Gibraltar – zamorskiego terytorium Wielkiej Brytanii.
Powstała w wyniku wypiętrzeń, które nastąpiły około 55 milionów lat temu, kiedy afrykańska płyta tektoniczna zderzyła się z europejską. Wraz ze znajdującymi się po przeciwnej stronie Cieśniny Gibraltarskiej formacjami utworzyła barierę odcinającą Atlantyk od powstałego na miejscu basenu Morza Śródziemnego bezodpływowego jeziora. Jezioro to wyschło, ale przed około pięciu milionami lat wody Atlantyku przerwały barierę, ponownie wypełniając Morze Śródziemne. Katastrofalny przepływ wód przez Cieśninę Gibraltarską, który zaczął się wówczas i trwał wiele dziesięcioleci lub stuleci ukształtował współczesny układ geograficzny w tym regionie.

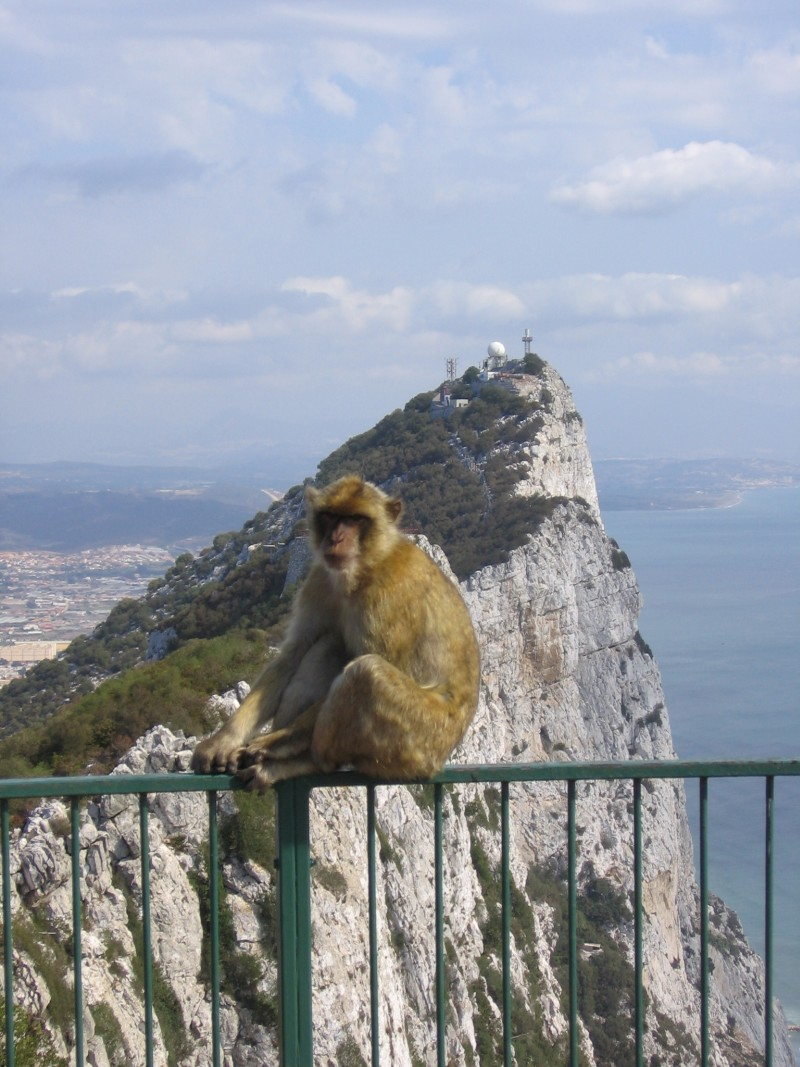
Gibraltarski makak na tle Skały Gibraltarskiej

Większość Skały Gibraltarskiej zajmuje rezerwat przyrody (Upper Rock Nature Reserve), w którym żyje m.in. około 250 małp magotów (jeden z gatunków makaków, zwanych po angielsku Barbary Ape), które są jedynymi wolno żyjącymi małpami w Europie. Legenda mówi, że jeżeli małpy znikną z Gibraltaru, to Wielka Brytania straci tę enklawę (podobna legenda odnosi się do kruków z Tower of London). Brytyjczycy traktują tę legendę – ze względu na morale załogi wojskowej i mieszkańców – niezwykle poważnie, do tego stopnia, że już od 1915 roku, przez obie wojny światowe małpy znajdowały się pod opieką brytyjskiego wojska. Od 1991 opiekę przejęły cywilne władze Gibraltaru stosując ich znakowanie, systematyczne, kontrolowane dożywianie i grożąc wysokimi grzywnami (do 500 funtów) za karmienie ich przez licznie odwiedzających rezerwat turystów.
W Skale Gibraltarskiej znajdują się liczne naturalne jaskinie oraz sztuczne tunele i komory, zwłaszcza wykute w ciągu ostatnich trzystu lat wojen i oblężeń. W tych naturalnych odnaleziono m.in. ślady zamieszkiwania neandertalczyków – istnieją mocno uzasadnione przypuszczenia, że Skała Gibraltarska była kilkadziesiąt tysięcy lat temu ich ostatnią ostoją, gdy resztę terytorium Europy, Azji i Afryki opanował już człowiek współczesny. W jednej z naturalnych komór, St. Michael’s Cave, urządzono salę koncertową o świetnej akustyce (wynikającej z doskonałego rozpraszania fal dźwiękowych na nieregularnych powierzchniach ścian i stropów, z których zwieszają się liczne stalaktyty). Sztuczne tunele i komory (np. The Great Siege Tunnels z końca XVIII wieku) służyły za schrony i stanowiska ogniowe dla artylerii, broniącej Gibraltaru przed opanowaniem enklawy z ziemi, morza i powietrza. Część z nich wykonano jeszcze później, m.in. w okresie II wojny światowej; materiał skalny wydobyty podczas budowy jednego z tuneli posłużył m.in. do wybudowania gibraltarskiego pasa startowego (tuż przy linii granicznej z Hiszpanią), tego samego, z którego wystartował w ostatni lot w lipcu 1943 roku generał Władysław Sikorski.
Na szczytach Skały umieszczone są obecnie liczne instalacje tak wojskowe oraz cywilne – głównie anteny pozwalające na obserwowanie znacznego akwenu Atlantyku i Morza Śródziemnego a także przestrzeni powietrznej nad nimi oraz nad częścią Europy i Afryki.
Dostęp do Skały Gibraltarskiej możliwy jest kilkoma drogami. Tylko po niektórych można się poruszać prywatnymi samochodami. Na pozostałe odcinki wstęp dozwolony jest wyłącznie licencjonowanym przewoźnikom (stale kursują tam taksówki i mikrobusy), albo pieszo lub rowerem (zawsze jednak po wykupieniu biletu wstępu). Można też wjechać na nią kolejką linową, której dolna stacja znajduje się w mieście, a górna – na szczycie. Część zajmowana przez najważniejsze instalacje jest zagrodzona i niedostępna.